# Jamésie

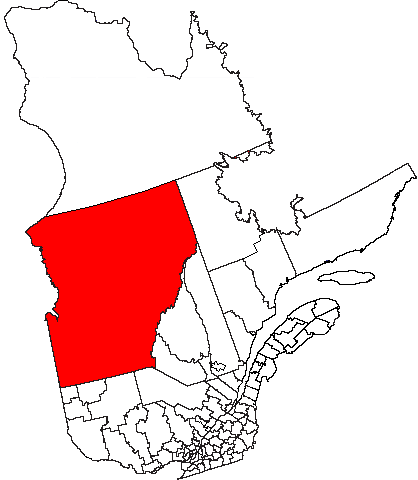
Jamésie, Québec

Jamésie ist eine Verwaltungsteilregion, südlich des 55. Breitengrades, der Verwaltungsregion Nord-du-Québec in der kanadischen Provinz Québec. Das Gebiet ist zum größten Teil von borealem Nadelwald bedeckt.
Die Region besteht aus der Gemeinde Baie-James, die fast das gesamte Gebiet umfasst, sowie vier Enklaven, die den Status eigenständiger Gemeinden besitzen (Chibougamau, Chapais, Lebel-sur-Quévillon und Matagami). Hauptort ist Chibougamau.